# Ида Мария
Ида Мария Бёрли Сивертсен (норв. Ida Maria Børli Sivertsen; 13 июля 1984) — норвежская рок-певица, известная за пределами Норвегии просто как Ида Мария.

## Биография
Родилась в маленьком городке Несна, Нурланн на севере Норвегии в семье норвежского джазмена. В настоящий момент проживает в Стокгольме, Швеция. Ида Мария получила известность в Норвегии в 2007 году после победы в двух национальных конкурсах для неизвестных артистов (Zoom urørt 2006 и Urørtkonkurransen 2007) и выступления на ежегодном норвежском фестивале музыкальной индустрии By:Larm в 2007 в 2008. Её синглы «Oh My God» и «Stella» постоянно крутят на Норвежском национальном радио NRK P3. Особенно стала популярной в Великобритании после участия в телевизионном шоу «Later… with Jools Holland» на канале BBC 2 и интервью ежедневной газете «The Times» и выступлении на фестивале Гластонбери.
У певицы медицински зафиксирован редкий неврологический феномен — синестезия, поэтому Ида различает собственные песни по цветам. Несмотря на то, что Ида училась в школе под эгидой местных миссионеров, сценически она очень выделяется на фоне интеллигентных припевочек[прояснить], ломает гитары, в песнях матерится, плачет и грозит. Как-то она даже подралась с участниками шведской группы Ziegeist.
Ида была номинирована на BT Digital Music Awards 2008 в категории Best Rock / Indie. Гастролирует в Скандинавии, Великобритании, США и Австралии.
Песня Иды Марии «Keep Me Warm» звучала в финальной серии четвёртого сезона сериала Анатомия страсти (Grey’s Anatomy).
Песня «Devil» используется в трейлере компьютерной игры Vampyr.

## Дискография

### Альбомы
- 2008 — Fortress Round My Heart — UK чарт № 39[2]
- 2010 — Katla (продюсер — Бутч Уокер
- 2013 — Love Conquers All

### Синглы
- «Drive Away My Heart»
- «Stella» — UK чарт № 185[3]
- «Queen of the World»
- «I Like You So Much Better When You’re Naked» — UK чарт № 13
- «Oh My God» — UK чарт № 85